# Texans de Tarleton State
Les Texans de Tarleton State (en anglais : Tarleton State Texans et anciennement dénommés Tarleton State Texans and TexAnns) sont un club omnisports universitaire qui se réfère au 15 équipes sportives féminines et masculines de l'université d'État Tarleton située à Stephenville au Texas.
Surnommées les Texans, ses équipes participent aux compétitions universitaires organisées par la National Collegiate Athletic Association au sein de sa Division I en tant que membres de la Western Athletic Conference à l'exception des programmes de football américain (membre de la United Athletic Conference) et du beach-volley (membre du la Conference USA).

## Sports représentés
| Hommes (6)                                  | Femmes (9)        |
| ------------------------------------------- | ----------------- |
| Athlétisme †                                | Athlétisme †      |
| Baseball                                    | Basketball        |
| Basketball                                  | Beach-volley      |
| Cross country                               | Cross country     |
| Football américain                          | Golf              |
| Golf                                        | Football (soccer) |
|                                             | Softball          |
|                                             | Tennis            |
|                                             | Volleyball        |
| † – Athlétisme en salle et/ou en plein air. |                   |

## Histoire
Avant que Tarleton ne devienne un établissement d'enseignement de quatre ans (délivrant des diplômes de licence ou degree bachelor ) en 1961, leurs sportifs étaient connus sous le surnnom de « Plowboys ».
Les Texans concourent en tant que membres de la Western Athletic Conference (WAC) pour 12 de leurs 14 sports universitaires. Au cours de la transition de quatre ans de l'université vers une adhésion complète à la NCAA Division I terminée en juillet 2024, Tarleton a ajouté plusieurs sports, le football féminin (soccer) étant le premier à être confirmé et lancé en 2022,.
Tarleton a ensuite ajouté le beach-volley, un sport réservé aux femmes, au cours de la saison 2024 (année scolaire 2023-24), en tant que membre monosport de la Conference USA.
La lutte devrait être un autre ajout sportif universitaire, comme l'a annoncé l'université en partenariat avec la National Collegiate Wrestling Association (en) (NCWA) et la Texas Collegiate Wrestling Foundation, dans l'espoir d'être le premier programme de NCAA Division I au Texas,.
Avant de rejoindre la WAC en juillet 2020, Tarleton était membre de la Lone Star Conference (en) (LSC) en NCAA Division II lors de deux périodes, d'abord de 1968-1969 à 1975-1976, puis de 1994-1995 à 2019-2020. Tarleton a également été membre fondateur de la Texas Intercollegiate Athletic Association (en) (TIAA) au cours de l'année scolaire 1976-77 et est resté dans cette ligue jusqu'à l'année scolaire 1990-91. De 1991-92 à 1993-94, Tarleton a joué en tant qu'université indépendante. Les Texans ont commencé leur transition vers la NCAA Division I en rejoignant la WAC. Le programme de football américain de Tarleton concourt en NCAA Division I Football Championship Subdivision (FBS) soit le deuxième niveau du football américain universitaire. Il a joué sa première saison en tant qu'équipe indépendante avant que le WAC ne rétablisse le football américain à l'automne 2021.
Peu de temps après la saison 2022, le WAC et l'ASUN Conference (en), qui avaient mis en place un partenariat exclusivement consacré au football américain au cours des saisons 2021 et 2022, ont entièrement fusionné leurs ligues pour ce qui concerne le football américain, Tarleton devenant un des neuf membres initiaux de la nouvelle ligue
, officiellement dénommé United Athletic Conference en avril 2023.

### Surnom féminin
Les premières équipes universitaires féminines de l'université, créées en 1968-1969, jouaient sous le surnom de « Texans ». Cependant, en raison du souhait des athlètes féminines de jouer sous un surnom distinctif, l'université a modifié ce surnom l'année scolaire suivante, bien qu'une orthographe cohérente n'ait pas été immédiatement adoptée - « Texanns », « Tex-Anns » et « TexAnns » ont été utilisés de manière interchangeable jusqu'en 1972-1973, lorsque « TexAnns » a été officiellement adopté.
Au cours de l'année scolaire 2018-2019, deux joueuses et un responsable étudiant du programme de basket-ball féminin ont lancé une campagne pour changer le surnom des équipes féminines en « Texans ». Après avoir reçu l'adhésion de pratiquement toutes les athlètes féminines, ainsi que d'une grande partie de la communauté universitaire, l'université a annoncé en janvier 2019 que les équipes féminines seraient à nouveau connues sous le nom de « Texans » à partir de la saison 2019-2020.

## Stades
- Baseball: Cecil Ballow Baseball Complex (en)
- Basketball/volleyball: Wisdom Gym (en)[12]
- Football américain : Memorial Stadium (en)
- Football (soccer) : Tarleton Soccer Complex
- Softball: Tarleton Softball Complex

## Football américain
- Création : 1904
- Compétitions : 
  - NCAA Division II :
  - NCAA Division I FBS (depuis 2020)
- Affiliation aux conférences :
  - Lone Star Conference (1968-1975)
  - Texas Intercollegiate Athletic Association (1976-1990)
  - Indépendants (1991-1993)
  - Lone Star Conference (1994-2019)
  - Indépendants (2020)
  - Western Athletic Conference (2021-2023)
  - United Athletic Conference (depuis 2024)
- Stade : Memorial Stadium de Stephenville au Texas, capacité de 24 000 sièges
- Palmarès :
  - Bilan global en 2024 : 330–324–3 (50,5%)
  - Titre de conférence : 11 
    - TIAA : 6 (1977, 1978, 1986, 1987, 1989 et 1990)
    - en LSC : 5 (201, 2009, 2013, 2018 et 2019)

  - Titre de division : 5 
    - LSC South : 2 (2002 et 2003)
    - LSC North : 3 (2001, 2006 et 2009)

## Galerie

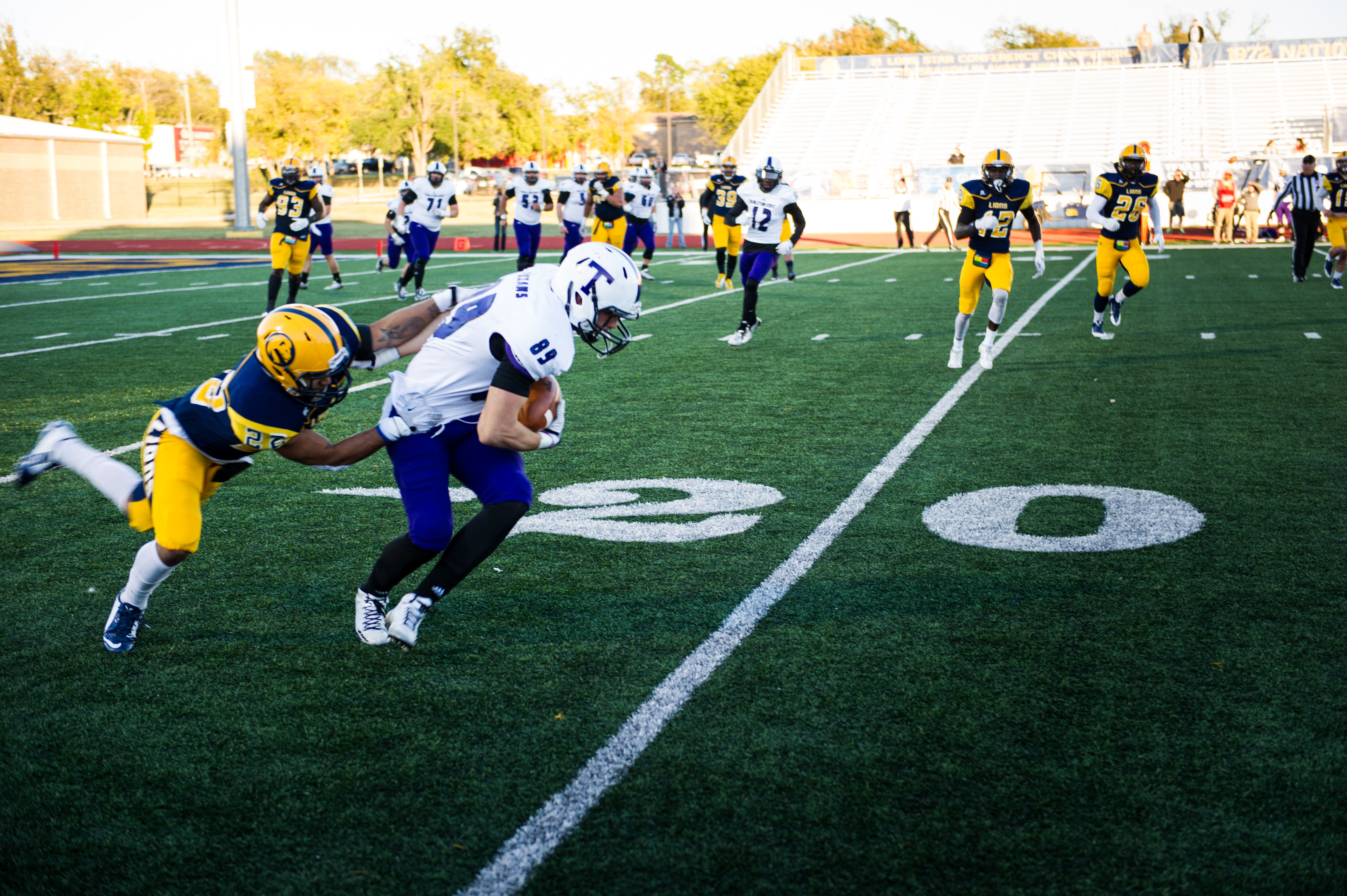
L'équipe de football américain contre les Lions de Texas A&M-Commerce (en) en 2014.
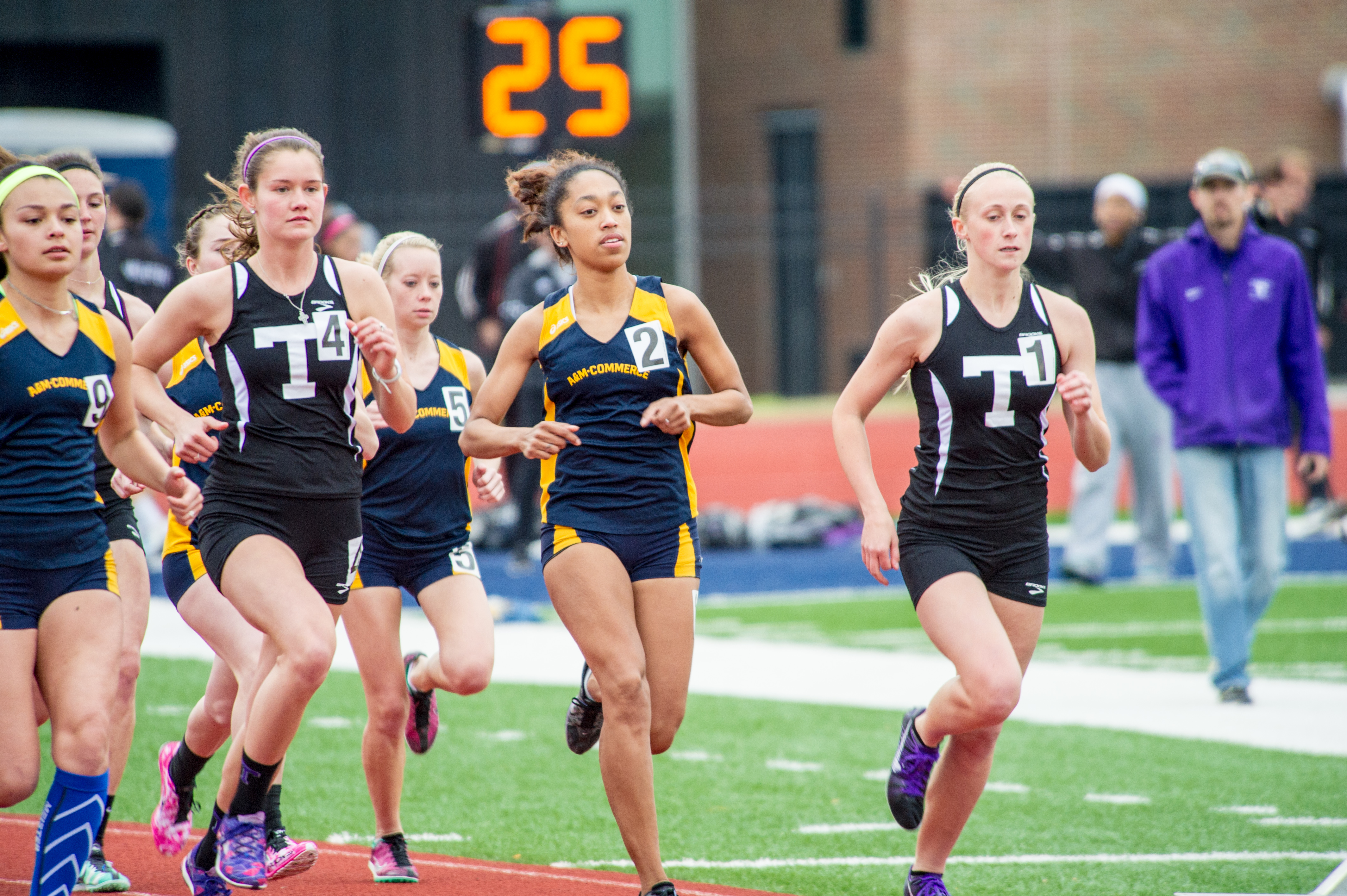
Le meeting d'athlétisme contre Texas A&M–Commerce en 2015.
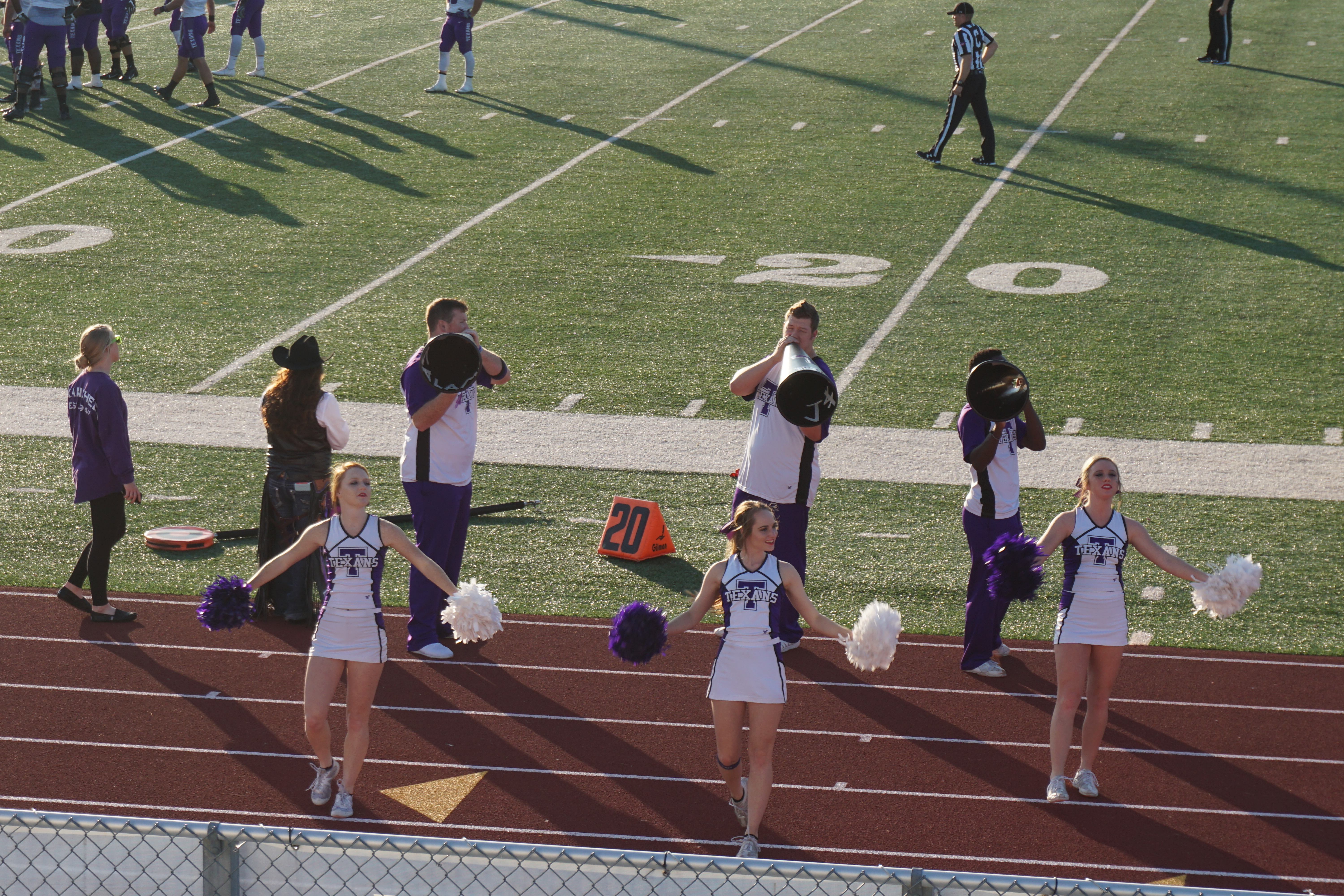
Les Cheerleaders lors d'un match de football américain.